# Marcus Tavernier
Marcus Joseph Tavernier (* 22. März 1999 in Leeds) ist ein englischer Fußballspieler. Er spielt seit 2022 für den englischen Erstligisten AFC Bournemouth.

## Karriere

### Verein
Marcus Tavernier begann seine Fußballkarriere in der Jugend von Newcastle United. 2013 wechselte er in die des FC Middlesbrough. Ab 2016 wurde er in der U23 des Vereins eingesetzt. Am 22. August 2017 kam er zu seinem Debüt für die erste Mannschaft in der Zweitrundenpartie des League Cup im Heimspiel gegen Scunthorpe United in der Startaufstellung. Nach 64 Spielminuten wurde er für Stewart Downing ausgewechselt, zuvor hatte er noch den 3:0-Endstand durch Ashley Fletcher vorbereitet. Sein erstes Ligaspiel absolvierte er am 28. Oktober in der Auswärtspartie beim FC Reading. Insgesamt kam er bis Mitte Januar 2018 zu acht Einsätzen für die erste Mannschaft, wobei er sich an drei Toren des Teams beteiligte.
Am 17. Januar 2018 wechselte Tavernier auf Leihbasis zum Drittligisten Milton Keynes Dons. Für den Verein kam er in acht von möglichen 20 Partien zum Einsatz, eine Torbeteiligung gelang ihm nicht. Milton Keynes Dons stieg als Vorletzter der Tabelle in die Football League Two ab. Nach dem Ende der Saison kehrte Tavernier nach Middlesbrough zurück.
Anfang August 2022 wechselte der 23-Jährige zum Premier-League-Aufsteiger AFC Bournemouth und unterschrieb einen bis 2027 gültigen Vertrag.

### Nationalmannschaft
Tavernier spielt für die Jugendauswahlen des englischen Verbandes. Im Oktober 2017 erfuhr er erstmals Berücksichtigung für die U19.

## Persönliches
Tavernier kam im März 1999 in Leeds zur Welt. Sein älterer Bruder James Tavernier ist ebenfalls Fußballprofi und derzeit Mannschaftskapitän des schottischen Erstligisten Glasgow Rangers.